# Bella del Signore
Belle du Seigneur è un romanzo dello scrittore svizzero di lingua francese Albert Cohen pubblicato nel 1968. 
Terza parte di una tetralogia che inizia con Solal (1930) e Mangeclous (1938), questo romanzo ha ricevuto il Grand Prix du roman de l'Académie française. L'autore ci intreccia e sovrappone le voci dei personaggi e nei suoi centosei capitoli vi sono messe accanto passione e umorismo, disperazione ed esaltazione del cuore. Il romanzo racconta la morbosa passione di Arianna e Solal, ma anche in un certo senso l'amore di Cohen per la lingua francese e per la scrittura.

## Trama
La storia inizia in Svizzera, a Ginevra a metà degli anni '30. 

## Produzione
Belle du Seigneur, la cui scrittura è iniziata negli anni '30 fu interrotta dalla seconda guerra mondiale, ed è poi stata a lungo ripresa, corretta, aumentata. Il romanzo fu finalmente pubblicato dalle edizioni Gallimard nel 1968 distinguendosi dalle opere in voga all'epoca. Alcune scene burlesche furono rimosse dal libro su richiesta dell'editore Gaston Gallimard e poi pubblicate separatamente con il titolo Les Valeureux nel 1969.

## I temi del libro
Belle du Seigneur è una condanna della passione, ma il libro esplora anche altri temi: attraverso la descrizione dei costumi della SDN e la mentalità ben ponderata della borghesia, Cohen delinea una critica sociale tutta in ironia. L'antisemitismo e l'attaccamento dell'autore al popolo ebraico sono temi secondari che aiutano a spiegare parte del comportamento di Solal.

## Edizioni in italiano
- Albert Cohen, Bella del Signore, traduzione di Eugenio Rizzi, Milano: Rizzoli, 1991
- Albert Cohen, Bella del Signore, traduzione di Eugenio Rizzi, Milano: Biblioteca universale Rizzoli, 1993

## Critica
In Le Nouvel Observateur, numero di dicembre 1968, Jean Freustié descrive il romanzo nei termini seguenti:
François Nourissier, nel frattempo, critica il romanzo Belle du Seigneur in Les Nouvelles Littéraires, numero di settembre 1968: 
Paul Creth commenta il romanzo nel numero di novembre 1968 di Voix du Nord: